# Felip de Malla
Felip de Malla (pronuncia catalana: [fəˈlib də ˈmaʎə]; Barcellona, 1380 – Barcellona, 12 luglio 1431) è stato un politico spagnolo. 
Fu il 17º Presidente della Generalitat de Catalunya (1425–1428), canonico della cattedrale di Huesca (1423), elemosiniere della cattedrale di Elne (1423) e arcidiacono della cattedrale di Barcellona (1424–1431).

## Vita
È possibile che Felip de Malla fosse un parente del francescano catalano Francesc Eiximenis. Giovanissimo, iniziò gli studi a Barcellona e successivamente all'Università di Lleida. In seguito studiò teologia, diritto romano e diritto canonico all'Università di Parigi, dove divenne professore di teologia. La sua opera più completa è il Memorial del pecador remut (Libro del peccatore redento), che tratta dell'ascetismo nel cristianesimo, nel paganesimo e nel giudaismo.
Felip de Malla fu protetto dal Papa di Avignone Benedetto XIII e dal Re Martino I della Aragona. Nel 1408 il re Martino I lo nominò "consigliere e promotore degli affari di corte". Ricoprì questa carica anche con Ferdinando I e Alfonso V d'Aragona.
Al Concilio di Costanza ricevette sei voti per l'elezione del Papa.
Durante il suo mandato a capo della Generalitat, dovette lottare contro il progressivo allontanamento tra il re e il principato, in atto fin dagli Stati Generali del 1422. L'insediamento di castigliani nelle istituzioni, la mancanza di interesse reale per i suoi domini, l'ingerenza del re negli affari di Napoli e il tentativo di creare un feudo a Cervera per ospitare il fratello Pedro de Trastámara furono alcuni degli episodi politici che misero a dura prova le relazioni. A ciò si aggiungono le epidemie di peste e il terremoto del 1428, oltre ad altre preoccupazioni che dovette affrontare.
Alla sua morte aveva diversi prebende: il presbiterio della chiesa di Santa Maria del Pi a Barcellona, era arcidiacono e canonico nella cattedrale di Barcellona e canonico nella cattedrale di Girona.